# Apinagia guairaensis
Apinagia guairaensis là một loài thực vật có hoa trong họ Podostemaceae. Loài này được Fiebrig mô tả khoa học đầu tiên năm 1923.